# Hurst (Illinois)
Hurst è un comune degli Stati Uniti d'America, situato in Illinois, nella Contea di Williamson.